# Albert Timmer
Albert Timmer (født 13. juni 1985) er en hollandsk tidligere professionel cykelrytter.